# 明覚村
明覚村（みょうかくむら）は埼玉県の中西部、比企郡に属していた村。

## 地理
- 河川：都幾川

## 歴史
- 1889年（明治22年）4月1日 - 町村制施行により、桃木村、関掘村、田中村、別所村、本郷村、番匠村、馬場村、瀬戸村、大附村が合併し比企郡明覚村が成立する[1]。それぞれ明覚村の大字となる。役場は大字桃木字大門に設置[1]。
- 1950年（昭和25年） - 明覚村大字田中に役場を移転する[1]。
- 1955年（昭和30年）2月11日 - 比企郡平村、秩父郡大椚村と合併し、比企郡都幾川村となる[2][3]。村内の大字は合併後も継承された。

## 交通

### 鉄道
- 日本国有鉄道（現：東日本旅客鉄道）
  - 八高線：明覚駅